# NGC 2209
NGC 2209 is een open sterrenhoop in het sterrenbeeld Tafelberg. Het hemelobject werd op 16 februari 1836 ontdekt door de Britse astronoom John Herschel.

## Synoniemen
- ESO 34-SC6